# Championnat de Belgique de baseball 2015-2016
Navigation
2014-2015 2016-2017
Le Championnat de Belgique de baseball de Division 1 2015 regroupe les huit meilleures équipes belge de baseball. Le Koninklijke Deurne Spartans est le tenant du titre. 
| \| Spartans Knights Phoenix Braves Stars Angels Squirrels Royal Greys \| Localisation des clubs engagés dans le championnat. |
| Spartans Knights Phoenix Braves Stars Angels Squirrels Royal Greys                                                           |

| \| Spartans Braves Stars Squirrels Royal Greys \| Les quatre clubs de Baseball de Anvers en Division 1 |
| Spartans Braves Stars Squirrels Royal Greys                                                            |

## Clubs
Clubs de l'édition 2015 :
| Equipe                      | Ville                      | Province                      | Stade           | Titres |
| --------------------------- | -------------------------- | ----------------------------- | --------------- | ------ |
| Brasschaat Braves           | Brasschaat                 | Province d'Anvers             | Gemeentepark    | 13     |
| Gent Knights                | Gand                       | Province de Flandre-Orientale | ?               | 0      |
| Louvain-la-Neuve Phoenix    | Ottignies-Louvain-la-Neuve | Province du Brabant wallon    | Avenue Baudouin | 0      |
| Mortsel Stars               | Mortsel                    | Province d'Anvers             | ?               | 1      |
| Namur Angels                | Namur                      | Province de Namur             | ?               | 1      |
| Koninklijke Deurne Spartans | Anvers (Deurne)            | Province d'Anvers             | ?               | 1      |
| Borgerhout Squirrels        | Anvers (Borgerhout)        | Province d'Anvers             | ?               | 3      |
| Merksem Royal Greys         | Anvers (Merksem)           | Province d'Anvers             | ?               | 23     |

## Saison régulière

### Matchs
| Résultats (▼dom., ►ext.)                                   | BRA | KNI | PHO | STA | ANG | SPA | SQU | GRE |
| Brasschaat Braves                                          |     | -   | -   | -   | -   | -   | -   | -   |
| Gent Knights                                               | -   |     | -   | -   | -   | -   | -   | -   |
| Louvain-la-Neuve Phoenix                                   | -   | -   |     | -   | -   | -   | -   | -   |
| Mortsel Stars                                              | -   | -   | -   |     | -   | -   | -   | -   |
| Namur Angels                                               | -   | -   | -   | -   |     | -   | -   | -   |
| K. Deurne Spartans                                         | -   | -   | -   | -   | -   |     | -   | -   |
| Borgerhout Squirrels                                       | -   | -   | -   | -   | -   | -   |     | -   |
| Merksem Royal Greys                                        | -   | -   | -   | -   | -   | -   | -   |     |
| - Victoire à domicile - Match nul - Victoire à l'extérieur |     |     |     |     |     |     |     |     |

Source : lavenir.net (fr)

### Classement
| Pl. | Équipe                      | J  | V  | D  | % |
| --- | --------------------------- | -- | -- | -- | - |
| 1   | Borgerhout Squirrels        | 25 | 19 | 6  |   |
| 2   | Deurne Spartans             | 27 | 20 | 7  |   |
| 3   | Merksem Royal Greys (T) (C) | 26 | 18 | 8  |   |
| 4   | Mortsel Stars               | 26 | 16 | 10 |   |
| 5   | Brasschaat Braves           | 26 | 12 | 14 |   |
| 6   | Namur Angels                | 28 | 10 | 18 |   |
| 7   | Louvain-la-Neuve Phoenix    | 25 | 6  | 19 |   |
| 8   | Gent Knights (P)            | 27 | 4  | 23 |   |